# Maupo Msowoya
Maupo Msowoya est un footballeur international malawite né le 14 mai 1982 à Lilongwe. Il évolue durant toute sa carrière dans le championnat malawite, au poste de défenseur.

## Carrière
- 2002 :  MDC United
- 2003 :  Sammy's United
- 2004 :  Big Bullets
- 2005-2012 :  Super ESCOM[1]

## Sélection nationale
Maupo Msowoya évolue depuis 2002 avec l'équipe du Malawi de football et participe notamment à la CAN 2010.